# 吉岡秀隆
吉岡秀隆（日语：／ Yoshioka Hidetaka，1970年8月12日—），日本男演員、创作歌手。出生於埼玉縣蕨市。

## 生平
5岁进入若草剧团，75年参与東京電視台时代剧《大江戸捜査网》的演出。1977年出演野村芳太郎監督的『八つ墓村，饰主人公・寺田辰弥的幼年时代。之后在1980年公映的山田洋次监督的『远山的呼唤』中演出女主角的儿子“武志”一角，继而成为山田洋次的长年御用演员之一。1981年开始出演山田洋次监督的长篇系列电影『男人真命苦』），从第27部开始一直到最终章出演主人公寅次郎的外甥“諏訪満男”一角，并从第42部开始，因为主演渥美清的身体欠佳，情节作以调整，寅次郎的外甥满男和满男的女朋友阿泉也成为故事的主角，和寅次郎展开了双线的情节。直至1996年渥美清病逝，『男人真命苦』也于第48部完结。
在电视剧方面，从1981年开始，在富士电视台的长寿经典名作『来自北国』（日文名“北の国から”，仓本聪脚本）中饰主角之一的黑板纯，之后20余年中，一直持续拍摄特别篇，直至2002年『遗言篇』终于完结。遂后也与『遗言篇』中饰演黑板纯女友的女優内田有紀共结连理，并在『来自北国』所在的外景地北海道富良野市举行婚礼。2005年12月21日协议離婚。
2003年首次主演民放台趋势剧，富士电视台的小孤島大醫生，得到了极高的收視率与口碑，并在接下来相继推出了2004的特别篇与2006年的续篇，也都获得了极高的視聴率。而在2005年主演的電影「永遠的三丁目的夕陽」中，因良好口碑与票房也于2007年續拍，而他也凭精湛的演技創下以同影片同角色兩度拿下日本電影金像獎最優秀主演男優賞的记录。
从童星时代出道至今，除了演员發展，音乐才华亦受瞩目，94年配合同名电影推出第一张自己做词作曲的单曲『ラストソング』（Last Song），于当年畅销47万张，其后他所推出的几张专辑几乎都一人包办了词曲的创作。

## 獎項
- 第3回日刊體育電影大賞助演男優賞（1990年）『男はつらいよ ぼくの伯父さん』
- 第14回日本電影金像獎優秀助演男優賞（1991年）『男はつらいよ ぼくの伯父さん』『男はつらいよ 寅次郎の休日』
- 第18回日本電影金像獎優秀助演男優賞/話題賞（1995年）『ラストソング』 （Last Song）
- 第51回每日電影獎男優助演賞（1996年）『学校II』
- 第20回日本電影金像獎優秀助演男優賞（1997年）『学校II』
- 第38回日劇學院賞主演男優賞（2003年）『小孤島大醫生』
- 第28回日本電影金像獎優秀助演男優賞（2005年）『隠し剣 鬼の爪』
- 第29回日本電影金像獎最優秀主演男優賞（2006年）『永遠的三丁目的夕陽』
- 第31回日本電影金像獎最優秀主演男優賞（2008年）『永遠的三丁目的夕陽2』

## 演出作品
※粗黑體為主要演員

### 電視劇
- 大江戶搜査網 （東京電視台/三船製片公司）
  - 第217話「殺死入侵者!」（1975年11月15日） 飾演 慶一郎
  - 第377話「無辜的絕望逃亡者」（1979年2月3日）
- 愛的救贖（1976年7月 - 10月，TBS）
- 江戶之旋風Ⅲ（1977年4月 - 1978年4月，富士電視台）
  - 第43話「春之大川端」
- 人間模樣「絆」（1980年7月 - 8月，NHK綜合台）
- 來自北國（富士電視台） 飾演 黒板純
  - 來自北國（1981年 - 1982年）
  - 來自北國'83 冬（1983年）
  - 來自北國'84 夏（1984年）
  - 來自北國'87 初戀（1987年）
  - 來自北國'89 歸鄉（1989年）
  - 來自北國'92 自立（1992年）
  - 來自北國'95 秘密（1995年）
  - 來自北國'98 時代（1998年）
  - 來自北國2002 遺言（2002年）
- くもりのちハーレー（1988年5月15日，TBS） 飾演 田島亮
- 魔術的耳語（1990年4月3日，日本電視台） 飾演 日下守
- 1970 我們的青春（1991年6月21日，富士電視台） - 主演・西脇誠
- 年末時代劇SP「忠臣藏 風之巻・雲之巻」（1991年12月13日，富士電視台） 飾演 赤穂浪士 矢頭右衛門七
- 與即將離開的人（1999年10月29日，富士電視台） 飾演 松井照雄
- 富士電視台開局40周年紀念節目「少年H」（1999年，富士電視台） 飾演 小林繁夫
- 喪服的約會（2000年8月 - 9月、NHK綜合台） 飾演 大柴總太
- 小孤島大醫生（富士電視台） - 主演・五島健助
  - 小孤島大醫生（2003年7月 - 9月）※第1季
  - 小孤島大醫生SP（2004年1月）
  - 小孤島大醫生2004（2004年11月12、13日）
  - 小孤島大醫生2006（2006年10月 - 12月）※第2季
- 心碎的聲音〜命運之女〜（2005年2月20日，WOWOW） - 主演・永井耕介
- 死亡推定時刻（2006年9月9日，富士電視台） - 主演・川井倫明
- 2 Cool（2008年、日本テレビ）第7話 飾演 青木
- 朝日電視台開局50周年記念番組「警官之血」（2009年2月7、8日，朝日電視台） - 主演・安城民雄
- 激動之昭和系列「最後的赤紙配達人〜悲劇之召集令狀64年目的真實〜」（2009年8月10日，TBS） - 主演・西邑仁平
- 大佛開眼（2010年4月3日・10日、NHK総合） - 主演・吉備真備
- 遺恨あり 明治十三年 最後の仇討（2011年2月26日、テレビ朝日） 飾演 中江（判事）
- 連続ドラマW（WOWOW）
  - CO 移植コーディネーター（2011年3月 - 4月） - 主演・大野達郎
  - トクソウ（2014年5月 - 6月） - 主演・織田俊哉
  - コールドケース2 〜真実の扉〜 第4話（2018年11月3日） 飾演 萩原敦志
- NHK放送開始60年記念ドラマ「メイドインジャパン」（2013年1月 - 2月、NHK、土曜ドラマスペシャル） - 柿沼雄二 役
- 猫弁シリーズ（TBS、月曜ゴールデン） - 主演・百瀬太郎
  - 猫弁猫弁〜死体の身代金〜（2012年4月23日）
  - 猫弁と透明人間（2013年4月22日）
- フジテレビ開局55周年記念番組「若者たち2014」（2014年7月 - 9月、フジテレビ） 飾演 新城正臣
- 流星ワゴン（2015年1月 - 3月、TBS） 飾演 橋本義明
- 富士ファミリーシリーズ（NHK総合） - 日出男 役[3]
  - 富士ファミリー（2016年1月2日）
  - 富士ファミリー2017（2017年1月3日）
- 早子老師，要結婚是真的嗎？（2016年5月5日 - 6月16日、フジテレビ） 飾演 三田凪太郎[4]
- 地域劇（NHK BS）
  - 山口発地域ドラマ「朗読屋」（2017年1月18日、NHK山口） - 主演・西園寺マモル
  - 鹿児島発地域ドラマ「この花咲くや」（2022年3月16日、NHK鹿児島） 飾演 津村幸次郎[5]
- 金田一耕助系列（NHK BS） - 主演・金田一耕助 
  - 惡魔吹著笛子來（2018年7月28日）[6]
  - 八墓村（2019年10月12日）[7]
  - 犬神家一族 前篇・後篇（2023年4月22日、29日，NHK BS）[8]
- tbc電視台60周年紀念連續劇「小神的節日」（2019年11月20日，東北放送） 飾演 伊藤玄次
- 福岡放送開局50周年紀念特別劇「來自天國的情歌」（2020年3月15日，福岡放送） 飾演 藤谷拓稔[9]
- 連続テレビ小説 エール（2020年10月、NHK総合） 飾演 永田武[10][11]
- 空中女郎（2021年3月20日，朝日電視台） 飾演 松木静男
- 溫柔貓（2023年6月24日 - 7月29日，NHK） 飾演 上原賢一[12]
- 沒有暖桌的家（2023年10月18日 - 12月20日，日本電視台） 飾演 深堀悠作 役[13][14]

### 網路劇
- 新聞記者（2022年1月13日，Netflix） 飾演 鈴木和也

### 電影
- 八墓村（1977年） 飾演 寺田辰弥（少年時代）
- 远山的呼唤（1980年） - 風見武志
- 寅次郎的故事（1981 - 97年、2019年） - 諏訪満男
  - 寅次郎的故事27 浪花之戀（1981年）
  - 寅次郎的故事28 寅次郎紙帆船（1981年）
  - 寅次郎的故事29 紫陽花之戀（1982年）
  - 寅次郎的故事30 寅次郎落英繽紛（1982年）
  - 寅次郎的故事31 旅行、女伴和寅次郎（1983年）
  - 寅次郎的故事32 吹口哨的寅次郎（1983年）
  - 寅次郎的故事33 夜霧中的寅次郎（1984年）
  - 寅次郎的故事34 寅次郎真實一路（1984年）
  - 寅次郎的故事35 寅次郎戀愛補習班（1985年）
  - 寅次郎的故事36 柴又之戀（1985年）
  - 寅次郎的故事37 幸福的青鳥（1986年）
  - 寅次郎的故事38 知床旅情（1987年）
  - 寅次郎的故事39 寅次郎物語（1987年）
  - 寅次郎的故事40 寅次郎沙拉紀念日（1988年）
  - 寅次郎的故事41 寅次郎心路歷程（1989年）
  - 寅次郎的故事42 我的舅舅寅次郎（1989年）
  - 寅次郎的故事43 寅次郎的休息日（1990年）
  - 寅次郎的故事44 寅次郎的告白（1991年）
  - 寅次郎的故事45 寅次郎的青春（1992年）
  - 寅次郎的故事46 寅次郎的相親（1993年）
  - 寅次郎的故事47 致車寅次郎先生（1994年）
  - 寅次郎的故事48 寅次郎紅之花（1995年）
  - 寅次郎的故事49 寅次郎芙蓉花 特別篇（1997年）
  - 寅次郎的故事50 歡迎歸來（2019年）
- キネマの天地（1986年） - 満男
- 優駿 ORACION（1988年） - 田野誠
- 八月狂想曲（1991年） - 縦男
- リトル・シンドバッド 小さな冒険者たち（1991年） - コック長
- 一代鮮師（1993年） - 高山的兒子
- ラストソング（1994年） - 主演・稲葉一矢
- 青空に一番近い場所（1994年） - 主演・北川俊太郎
- 学校シリーズ
  - 学校II（1996年） - 緒方高志
  - 学校III（1998年） - 山本
- 虹をつかむ男シリーズ  - 平山亮
  - 虹をつかむ男（1996年）
  - 虹をつかむ男　南国奮斗篇（1997年）
- 鐵道員（1999年） - 杉浦秀男
- 雨あがる（2000年） - 榊原権之丞
- 打機王（2000年） - 坂本祐介（20年後）
- 釣魚迷日記12 史上最大の有給休暇（2001年） - 上杉晉
- 海は見ていた（2002年） - 房之助
- 阿弥陀堂だより（2002年） - 中村医師
- 障害者イズム このままじゃ終われない -自立への2000日-（2003年） - ※旁白
- 半落ち（2004年） - 藤林圭吾
- 隱劍鬼爪（2004年） - 島田左門
- 花與愛麗絲（2004年） - 哭泣的演技指導者 ※声
- またの日の知華（2005年） - 純一
- 四日間の奇蹟（2005年） - 主演・如月敬輔
- 三丁目的夕陽系列 - 主演・茶川龍之介
  - ALWAYS幸福的三丁目（2005年）
  - ALWAYS再續幸福的三丁目（2007年）
  - 永遠的三丁目的夕陽 64年（2012年）
- 博士熱愛的算式（2006年） - 先生（19年後のルート）
- ダメジン（2006年） - 花沢
- ゴールデンスランバー（2010年） - 森田森吾
- はやぶさ 遥かなる帰還（2012年） - 森内安夫
- 小小的家（2014年） - 板倉正治
- グラスホッパー（2015年11月7日、KADOKAWA / 松竹） - 槿
- 64 -ロクヨン- 前編・後編（2016年5月7日、6月11日、東宝） - 幸田一樹[15]
- ふたりの桃源郷（2016年5月14日、山口放送 / ウッキー・プロダクション） - ※旁白
- 海賊とよばれた男（2016年12月10日、東宝） - 東雲忠司[16]
- 追憶（2017年5月6日、東宝） - 山形光男[17]
- Fukushima 50（2020年、松竹/KADOKAWA）- 前田拓實[18]
- 宇宙でいちばんあかるい屋根（2020年9月4日、KADOKAWA） -  大石敏雄[19]
- 那些得不到保護的人（2021年10月1日、松竹） - 上崎岳大[20]
- 峠 最後のサムライ（2022年6月17日[注 1]、松竹 / アスミック・エース） - 岩村精一郎[23]
- 川っぺりムコリッタ（2022年9月16日、KADOKAWA） - 溝口健一
- 小孤島大醫生（2022年12月16日、東宝） - 主演・五島健助[24]
- Winny（2023年3月10日、KDDI／ナカチカ） - 仙波敏郎[25]
- 哥吉拉-1.0（2023年11月3日、東宝） - 野田健治[26]
- 雪の花 -ともに在りて-（2025年1月24日、松竹） - 大武了玄
- 秒速5公分（2025年10月10日、東宝） - 小川龍一

### 動畫
- 戦争童話集「忘れてはイケナイ物語り」「ぼくの防空壕」（1998年頃、NHK） - ナレーション
- てれび絵本「ギ・ギ・ギ」（2005年、NHK教育テレビ） - 語り
- スキマの国のポルタ（2006年 - 2007年、NHK教育テレビ） - 語り

### 音樂錄像
- BUMP OF CHICKEN 「Good Luck」（2012年1月18日）

## 外部連結
- 吉岡秀隆 OFFICIAL SITE （页面存档备份，存于）